# Park Narodowy La Paya
Park Narodowy La Paya (hiszp. Parque nacional natural La Paya) – park narodowy w południowej części Kolumbii położony w departamencie Putumayo. Został utworzony 25 kwietnia 1984 roku i zajmuje obszar 4401,25 km². W 2017 roku został zakwalifikowany przez BirdLife International jako ostoja ptaków IBA.

## Opis
Park obejmuje fragment Niziny Amazonki. Od północnego wschodu ogranicza go rzeka Caquetá, a od południa rzeka Putumayo stanowiąca granicę Kolumbii z Ekwadorem i Peru. Na terenie parku znajduje się wiele jezior, w tym największe – La Apaya, które wraz z otaczającymi je mokradłami zajmuje obszar 30 km². Pierwotnie całość parku pokrywała puszcza amazońska. Obecnie istnieją na jego terenie także lasy wtórne powstałe na miejscu wypalonej i wyciętej puszczy jeszcze przed powstaniem parku.
Średnia roczna temperatura w parku wynosi +26 °C, a średnie roczne opady 2600 mm.

## Flora
Flora parku jest typowa dla puszczy amazońskiej. Rosną tu m.in.: euterpa warzywna, Euterpe precatoria, Mauritia flexuosa, Astrocaryum chambira, Oenocarpus bataua, Macleania rupestris, Macoubea guianensis, Chrysobalanus icaco, Platonia insignis, olejowiec czarnojądrowy, Eugenia stipitata, puchowiec pięciopręcikowy, Platymiscium sculatum, Simarouba glauca, Cedrelinga cateniformis oraz drzewa z rodzaju Cedrela.

## Fauna
Ssaki żyjące w parku to m.in.: zagrożone wyginięciem (EN) sotalia amazońska i inia amazońska oraz narażone na wyginięcie (VU) pekari białobrody i tapir amerykański.
Ptaki tu występujące to narażona na wyginięcie (VU) harpia wielka, a także m.in.: ara żółtoskrzydła, tukan tęczodzioby, tukan żółtogardły, kacykowiec żałobny, cienkodziobek złotoskrzydły, barwinka złotolica, drzym brązowy, gołąbczak brązowy.
Z gadów w parku żyją m.in.: arrau i kajman czarny, a z ryb – arapaima i arowana srebrna.